# Mansuphantes pseudoarciger
Mansuphantes pseudoarciger es una especie de araña araneomorfa del género Mansuphantes, familia Linyphiidae, orden Araneae. La especie fue descrita científicamente por Wunderlich en 1985.

## Descripción
El cuerpo del macho y la hembra miden 1,9 milímetros de longitud.

## Distribución
Se distribuye por Francia, Suiza e Italia.